# Ейльгард Мітчерліх

Ейльгард Мітчерліх (нім. Eilhard Mitscherlich; 7 січня 1794, Нойенде, нині Вільгельмсгафен — 28 серпня 1863, Берлін) — німецький хімік. Професор Берлінського університету (1822). Відкрив явища ізоморфізму (1819, диморфізму (1821). У 1833 отримав у чистому вигляді бензен сухою перегонкою бензойної кислоти з надлишком гашеного вапна; вперше отримав нітробензен, азобензен та деякі сульфокислоти бензолу. У 1833 висловив припущення про каталітичну ролі сірчаної кислоти у процесі етерифікації, запропонувавши назвати подібні реакції контактними. Іноземний член-кореспондент Петербурзької Академії наук (1829) .

## Біографія
Ейльхард Мітчерліх народився 7 січня 1794 року в Нойенде (нині Вільгельмсхафен). Вивчав у Гейдельберзі філологію. Одночасно з цим вивчав природничі науки і медицину. У 1818 році Мітчерліх вирушив до Берліна, де займався в лабораторії Лінка.
Роботи Мітчерліха привернули до себе увагу Берцеліуса, у якого Мітчерліх пропрацював рік в його лабораторії в Стокгольмі. В 1822 році Мітчерліх зайняв місце померлого Клапрота в Берлінському університеті. 
Головну заслугу Мітчерліха складає відкриття ізоморфізму (див. у «Abhandl. d. Berlin. Akd.», 1819). Займаючись дослідженням складу фосфорнокислих і миш'яковокислих солей, Мітчерліх зробив спостереження, що їх солі, які відповідають одним і тим же основам, кристалізуються в однакових формах. Окремі факти, що передбачили цю теорію, були відомі до Мітчерліха: дослідження Гей-Люссака (1816) над галунами, Бьодана (1818) над цинковим і залізним купоросом та інші. Однак Мітчерліх встановив теорію ізоморфізму абсолютно самостійно. У підтвердження своєї теорії, Мітчерліх отримав селеновую кислоту і показав ізоморфізм її солей із солями сірчаної кислоти; досліджував солі манганової і манганатної кислот і показав ізоморфізм перших з сірчанокислими, а останніх з хлорними солями.
Відкриття ізоморфізму мало величезне значення для хімії і мінералогії. Берцеліус негайно скористався ізоморфізмом для з'ясування атомного складу різних тіл (особливо сполук, що відповідають окисам типу {\displaystyle R_{2}O_{3}}). При визначенні атомних ваг елементів ізоморфізм служив одним з важливих керівних ознак. Встановлення аналогій між різними елементами знайшло себе у схожості кристалічних форм їх сполук. Завдяки цьому ізоморфізм є одним з головних підстав, на які спирається природна система хімічних елементів. З відкриттям ізоморфізму кристалічна форма стала дуже важливою ознакою для характеристики тіл. У мінералогічній класифікації (Розе) ізоморфізм справив значний переворот.
У 1826 році Мітчерліх встановив диморфізм кислої фосфорно-натрієвої солі та сірки, а слідом за тим і деяких інших речовин. Явищем диморфізму пояснюється і той факт, що вуглекислий кальцій є в природі в двох кристалічних формах (арагоніт і вапняний шпат).
У 1833 році Мітчерліх виробив цілий ряд ретельних визначень густини пари багатьох речовин і при цьому перевірив об'ємні закони Гей-Люссака. Велике наукове значення мають роботи Мітчерліха, що стосуються штучного одержання мінералів. В області органічної хімії Мітчерліху належить ряд важливих робіт, що стосуються бензену і його похідних (1834), як то: отримання бензену з бензойної кислоти, отримання першого нітропродукту (а саме нітробензену), отримання азобензену і перших представників класу сульфокислот. Інші роботи Мітчерліха: вивчення контактних явищ, розробка аналітичних способів відкриття фосфору, дослідження камерних кристалів та ін.
У 1829-1833 рр. Мітчерліх видав «Lehrbuch d. Chemie» (в 1855 році вийшло 5-е видання; не закінчено). Мітчерліх займався також геологічними дослідженнями, присвяченим питанням про природу вулканічних сил. Роботи Мітчерліха друкувалися в «Abhandlungen d. Berl. Akad.», «Poggendorff's Annalen», «Annales de chimie et de physique», «Annales des mines» та інших.